# Nacerdes schatzmayri
Nacerdes schatzmayri is een keversoort uit de familie schijnboktorren (Oedemeridae). De wetenschappelijke naam van de soort werd in 1928 gepubliceerd door Wagner.